# نبردناو استراسبورگ
نبردناو استراسبورگ (به انگلیسی: French battleship Strasbourg) یک کشتی بود که طول آن ۲۱۵٫۱ متر (۷۰۶ فوت) بود. این کشتی در سال ۱۹۳۶ ساخته شد.